# Nowobohdaniwka (obwód zaporoski)
Nowobohdaniwka (ukr. Новобогданівка) – wieś na Ukrainie, w obwodzie zaporoskim, w rejonie melitopolskim, siedziba hromady. W 2001 liczyła 3656 mieszkańców, spośród których 719 wskazało jako ojczysty język ukraiński, 2847 rosyjski, 8 krymskotatarski, 2 mołdawski, 9 węgierski, 2 bułgarski, 1 białoruski, 25 ormiański, 12 romski, a 31 inny.